# 阿曼达·肖特
阿曼达·达科斯塔·肖特（葡萄牙語：Amanda da Costa Schott，1996年9月24日—），巴西女子举重运动员，2021年泛美举重锦标赛女子81公斤级铜牌得主、2022年南美运动会女子76公斤级铜牌得主。